# Nemoria extremaria
Nemoria extremaria är en fjärilsart som beskrevs av Walker 1861. Nemoria extremaria ingår i släktet Nemoria och familjen mätare. Inga underarter finns listade i Catalogue of Life.